# Laayoune TV
Laayoune TV es un canal de televisión abierta marroquí que se transmite en el territorio del Sáhara Occidental. Es propiedad del Estado y forma parte de la SNRT. Su programación es de carácter generalista y regional, además de retransmitir producciones de Al Aoula. Inició sus emisiones el 6 de noviembre de 2004 y posee su sede en El Aaiún.

## Historia
TV Laayoune fue lanzado al aire el 6 de noviembre de 2004 en el 29º aniversario de la Marcha Verde que permitió a Marruecos reclamar su soberanía sobre el entonces Sáhara Español. La estación se convirtió en la primera emisora regional de Al Aoula (en ese entonces, llamada TVM, siglas de Télévision Marocaine).
Concebido por la monarquía marroquí como el primer paso para la implementación de un gobierno autónomo para el Sáhara Occidental al dotar a la provincia con una herramienta moderna para el desarrollo político, económico y social, TV Laayoune pretende sobre todo contraarrestar la influencia de los medios de comunicación del Frente Polisario, organización independentista que posee una estación de radio, un canal de televisión y un sitio web muy activo.

## Programación
El canal es de carácter generalista y transmite programas políticos, sociales, deportivos, educativos y religiosos. La emisora emite tres horas diarias de programas propios, compuesta por 849 horas de programación en 2005. El resto del tiempo, retransmite la señal de Al Aoula disponible en el resto de Marruecos.